# Nihon Densan Sankyō
Nihon Densan Sankyō K.K. (jap. 日本電産サンキョー株式会社, Nihon Densan Sankyō Kabushiki kaisha, engl. Nidec Sankyo Corporation) ist ein ISO-9001:2000-zertifizierter, weltweit operierender Hersteller von Industrierobotern, Elektromotoren, Kartenlesegeräten, Sensoren und Spieldosen. Der Sitz des Unternehmens befindet sich in Shimosuwa in der japanischen Präfektur Nagano.

## Geschichte
Gegründet wurde das Unternehmen als K.K. Sankyō Seiki Seisakujo (株式会社三協精機製作所, dt. „Präzisionsmaschinenfertigung Sankyō“, engl. Sankyo Seiki Mfg. Co., Ltd.) in Japan im Jahr 1946. Am 1. Oktober 2003 stieg die Nihon Densan K.K. (日本電産株式会社, Nihon Densan Kabushiki-gaisha, engl. Nidec Corporation) in das Unternehmen ein und besitzt heute 53,93 % der Aktien. Am 1. Oktober 2005 wurde der Name auf den heutigen geändert. Das Unternehmen beschäftigt ca. 16000 Mitarbeiter weltweit (Stand März 2006).

## Produkte

### Industrieroboter
Das Unternehmen Nidec Sankyo produziert unter anderem Roboter für die Halbleiterherstellung. Darunter fällt die Handhabung von Wafern sowie von Substraten für LCD-Bildschirme.
Daneben gibt es noch eine breite Palette an Standardsystemen, vor allem verschiedene Typen von SCARA-Robotern.

### Musik-Spieldosen
Gemäß eigenen Angaben ist die Firma der größte Produzent von Musikdosen-Werken in Japan.

## Trivia
Das japanische Wort 三共, Sankyō, bedeutet auf Deutsch „die/der/das Dritte“. Spieldosen tragen den Namen Sankyō.